# Henry Gurdon Marquand
Henry Gurdon Marquand (11 de abril de 1819 - 26 de febrero de 1902) fue un financiero, filántropo y coleccionista de arte estadounidense, que intervino de forma destacada en la transformación del Museo Metropolitano de Nueva York en uno de los centros culturales más importantes de la ciudad. 

## Primeros años

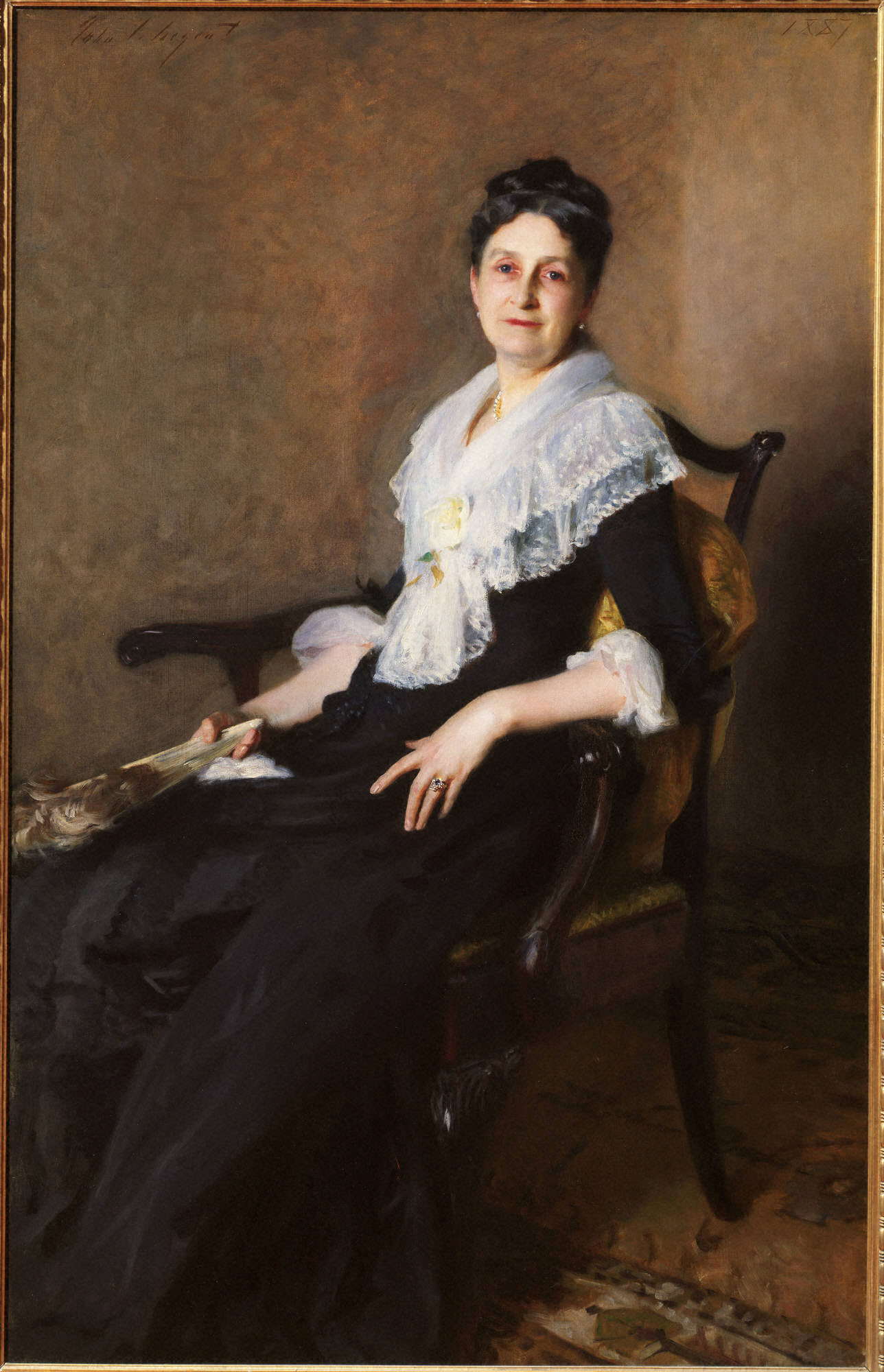
Elizabeth Allen Marquand, 1887, óleo de John Singer Sargent, Museo de Arte de la Universidad de Princeton

Henry Marquand nació en la ciudad de Nueva York en 1819. Era el segundo más joven de los 11 hijos de Isaac y Mabel Perry Marquand. Comenzó a trabajar para el prestigioso negocio de joyería de su familia, Marquand & Co., a la edad de quince años, cuando el negocio estaba encabezado por su hermano mayor Frederick (1799-1882), un benefactor liberal del Yale College y del Union Theological Seminary. Tras la muerte de su padre en 1838, Frederick vendió el negocio y se hizo cargo de la inversión inmobiliaria y de otras empresas financieras, convirtiéndose en agente de su hermano Henry. Marquand se casó con Elizabeth Love Allen en Pittsfield, Massachusetts, el 20 de mayo de 1851. 

## Carrera y filantropía
Henry Marquand se estableció como banquero en Wall Street, se convirtió en Director de la compañía de seguros Equitable Life Insurance Company e hizo fortuna especulando en el mercado de divisas extranjeras y los ferrocarriles. En 1867 Marquand y su cuñado, Thomas Allen, compraron acciones en el ferrocarril St. Louis, Iron Mountain y Southern Railway, cuyas vías se extendían desde St. Louis hacia el sureste de Misuri y hasta alcanzar Arkansas y Texas. Los dos fueron expulsados del negocio por Jay Gould, cuyo monopolio en el sistema ferroviario del suroeste les obligaría a vender su participación. Con una ganancia de un millón de dólares, Marquand se retiró del mundo de los negocios en 1880 y centró sus energías en la adquisición de arte y en la gestión del entonces incipiente Museo Metropolitano de Arte. También fue el primer miembro honorario del Instituto Estadounidense de Arquitectos.

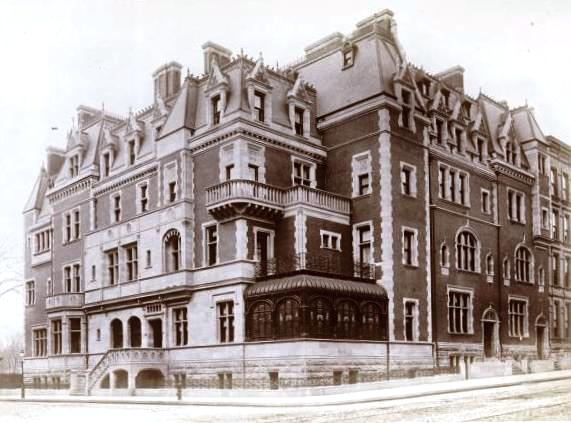
Hogar de Henry G. Marquand, en la avenida Madison de Nueva York, construido en 1884, hoy demolido

Marquand fue miembro del Comité Provisional de los cincuenta hombres que se reunieron en 1869 para fundar un museo de arte en la ciudad de Nueva York. Como miembro del comité de construcción y presidente de la junta de fideicomisarios del Museo, fue testigo del crecimiento físico del Museo Metropolitano de Arte desde varias ubicaciones temporales hasta su hogar permanente en el extremo este de Central Park. Marquand, amigo personal y cliente del arquitecto del museo Richard Morris Hunt, fue en gran parte responsable de la realización del proyecto para extender y reorientar la distintiva entrada de la fachada Beaux-Arts que mira al este de la Quinta Avenida, presionando para que los planes fueran llevados a cabo por el hijo de Hunt, Richard Howland Hunt, después de la muerte del famoso arquitecto. También contribuyó significativamente a la colección del Museo, particularmente en el área de pinturas europeas. Esta donación incluyó, entre otras obras maestras antiguas, La Mujer con una jarra de agua de Johannes Vermeer, el primer Vermeer en ingresar a una colección en Estados Unidos y que los estudiosos ahora están de acuerdo en que es una de las treinta y siete obras que se conocen del artista.

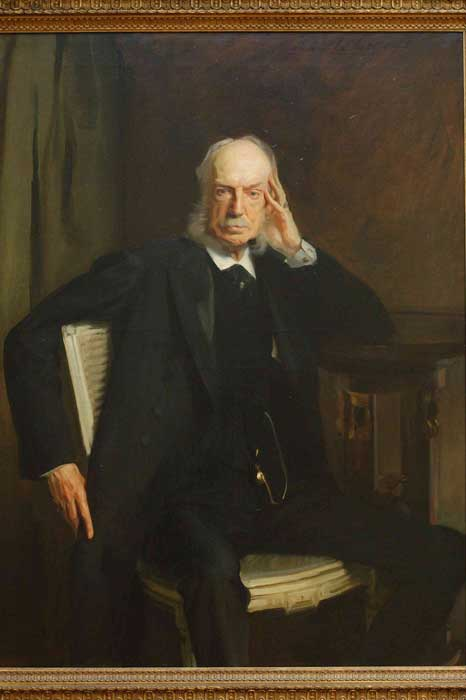
Henry G. Marquand, por John Singer Sargent, 1897

Marquand también fue benefactor del Museo Metropolitano de Escuelas de Arte y de la Universidad de Princeton, donando fondos para la creación del Bonner-Marquand Gymnasium y de la Capilla Marquand (esta última diseñada por Richard Morris Hunt).

## Muerte y legado
Murió en la ciudad de Nueva York a la edad de 82 años. Su variada y valiosa colección de arte y libros raros fue vendida en 1903. Fue un importante benefactor financiero del Museo Metropolitano de Arte, de la Universidad de Princeton y de otras instituciones. Su hijo, Allan Marquand (nacido en 1853), se graduó de Princeton en 1874, y en 1883 se convirtió en profesor de arqueología y arte. 

## Lecturas relacionadas
- Kisluk-Grosheide, Danielle O. "La mansión Marquand". Metropolitan Museum Journal 29 (1994): 151-181.
- Saltzman, Cynthia. Viejos Maestros, Nuevo Mundo: la incursión de Estados Unidos en las grandes imágenes de Europa, 1880-Primera Guerra Mundial. Nueva York: Viking, 2008. ISBN 0-143-11531-6.